# Полта
Полта — река в Пинежской районе Архангельской области, левый приток реки Кулой.
Берёт начало из озера Полтозеро. Впадает в западный рукав Кулоя. Длина реки — 168 км. Площадь водосборного бассейна насчитывает 1700 км². Высота истока — 118 м над уровнем моря. Высота устья — 11,1 м над уровнем моря.
Притоки: Пышега, Точилиха, Чёрная, Староколейная, Обухова.